# Air Master
Air Master (エアマスター, Ea Masutā) é um mangá de estilo seinen criado por Yokusaru Shibata e distribuído na Hakusensha Young Animal. A história foca em Maki Aikawa, um ex-ginasta voltado para luta de rua. Uma adaptação de 27 episódios foi produzido pela Toei Animation. O mangá terminou em 2006 depois do volume 28 ser lançado.

## Episódios[1]
| Episodio | Título                                        |
| -------- | --------------------------------------------- |
| 1        | Voe! Airmaster                                |
| 2        | Grite! Sakiyama Kaori                         |
| 3        | Desafio! Tokita Shinnosuke                    |
| 4        | Resistam! Tsukio e Reichi                     |
| 5        | Grite! Sakamoto Julietta                      |
| 6        | Cavalgue! Maki                                |
| 7        | Não me faça repetir                           |
| 8        | Muja! Nakanotani Mina                         |
| 9        | Avance! A liga da justiça dos homens de preto |
| 10       | Queime! Kitaeda Kinjirou                      |
| 11       | Uma luta memorável! Maki vs Kinjirou          |
| 12       | Revelem-se! Fami Wrestlers                    |
| 13       | Brilhe! Skystar                               |
| 14       | Continuem! Kai e Maki                         |
| 15       | Conquiste tudo! Rainha barata!                |
| 16       | Lutem! O ranking Fukamichi                    |
| 17       | Reúnam-se! Street Fighters                    |
| 18       | Cosplay! Komada Shigeo                        |
| 19       | Esconda-se nas sombras! Ogata Koji            |
| 20       | Confronto! Kai vs Kinjirou                    |
| 21       | Falaí, Fukamichi! (O irmãozinho)              |
| 22       | Desenvolva-se! O fogo violento                |
| 23       | Corte tudo! Minaguchi Yuki                    |
| 24       | Frite! Carne                                  |
| 25       | Colisão! Konishi vs Julietta                  |
| 26       | Sinta os ventos da batalha                    |
| 27       | Voe! Aikawa Maki                              |

## Sinopse
A série começa com o encontro de Maki, defendendo, e sendo amiga de um grupo de meninas de sua idade. No outro dia, ela é surpreendida por descobrir que muitas meninas vão para o mesmo colégio que ela está sendo transferida.
Em muitos episódios, Maki acaba enfrentando um dos lutares de rua local. Como as vezes, ela sai com suas amigas para encontrar mais e mais coisas sobre o misterioso "Ranking Fukamichi", onde lutadores ganham reputação e dinheiro, muitos deles tentando se esforçar para chegar ao topo. Eventualmente, Maki entra no torneio cheios de emoção, com oponentes sempre mais fortes, enquanto muito de seus adversários anteriores tentar igualar em seu progresso, incluindo alguns querendo ser seus pretendentes. Suas batalhas conquentemente irão levar ela a liderar o Ranking Fukamichi Ranking e sendo a No. 1, chamada de A Eterna.
Outros focos da série estão no passado de Maki; desde Maki sendo relutante para falar com ela mesma sobre isso, detalhes de seu passado como a famosa ginasta e seu relacionamento com seus pais são revelados lentamente durante flashbacks e sonhos.

## Personagens
Protagonista
Maki "Air Master" Aikawa (相川 摩季, Aikawa Maki)
Uma ginasta que foi treinada sobre a morte de sua mãe. Maki usa suas habilidades acrobáticas em um estilo de luta para cresecer sua liberdade de movimentos. Maki tem a habilidade para refletir praticamente qualquer movimento próximo a ela que ela veja. Desde seu relacionamento com seu pai é conflituoso, ela mora sozinha. Maki parece se entreter com as brigas de rua sem qualquer sentimento de vingança ou de honra. Quando não está lutando, Maki tende a se manter no meio de uma multidão, devido à sua incomum altura, e de sua aparência, preferindo seguir seu quarteto de amigas silenciosa.
Família
- Shiro Saeki (佐伯 四郎, Saeki Shiro)
- Miori Saeki (佐伯 みおり, Saeki Miori)

Amigos
- Mina Nakanotani (中ノ谷 美奈, Nakanotani Mina?)
- Renge Inui (乾 蓮華, Inui Renge?)
- Yuu Takigawa (滝川 ユウ, Takigawa Yū?)
- Michiru Kawamoto (川本 みちる, Kawamoto Michiru?)
- Kessaku (ケッサク, Kessaku?)